# Halichoeres dimidiatus
Halichoeres brownfieldi
Espèce
Statut de conservation UICN

 LC  : Préoccupation mineure
Halichoeres dimidiatus est un poisson osseux de petite taille de la famille des Labridae endémique à la Guyane française et au Brésil. Il se trouve à des profondeurs entre 3 et 60 mètres.

## Statut de conservation
L'espèce ne fait face à aucune menace importante au-delà de la collecte occasionnelle pour des aquariums.